# Symphimus mayae
Symphimus mayae är en ormart som beskrevs av Gaige 1936. Symphimus mayae ingår i släktet Symphimus och familjen snokar. Inga underarter finns listade i Catalogue of Life.
Denna orm förekommer i sydöstra Mexiko i delstaterna Yucatan, Campeche och Quintana Roo samt Belize. Kanske når arten även Guatemala. Arten lever i låglandet och i kulliga områden upp till 300 meter över havet. Individerna lever i torra lövfällande skogar, ibland med taggiga träd. Symphimus mayae har främst gräshoppor som föda. Honor lägger ägg.
För beståndet är inga hot kända. Hela populationen antas vara stabil. IUCN listar arten som livskraftig (LC).